# Richard Pares
Richard Pares (ur. 25 sierpnia 1902, zm. 3 maja 1958) – brytyjski historyk. 

## Życiorys
Najstarszy syn historyka Bernarda Paresa (1867-1949). Absolwent All Souls College w Oksfordzie. Wykładowca w New College w Oksfordzie, od 1945 roku profesor historii na Uniwersytecie w Edynburgu. Był współredaktorem "Historical Review" od 1939 do 1958.

## Wybrane publikacje
- Public records in British West India islands, reprinted from Bulletin of the Institute of Historical Research vol. 7 (1930), pp. 149-157
- War and trade in the West Indies, 1739-1763 (1936, 1963)
- The economic factors in the history of the Empire Reprinted from: Economic history review, vol. 7, no. 2 (May 1937), pp. 119-144.
- The manning of the navy in the West Indies, 1702-63 Offprint from: Transactions of the Royal Historical Society, 4th ser., v. 20, 1937, pp. 31-60.
- Prisoners of war in the West Indies in the 18th century Reprinted from. Journal of the Barbados museum and historical society (1937).
- Colonial blockade and neutral rights, 1739-1763 (1938, 1975).
- A West-India fortune (1950, 1968).
- King George III and the politicians : the Ford lectures delivered in the University of Oxford, 1951-52 (1953)
- Yankees and Creoles: the trade between North America and the West Indies before the American Revolution (1956)
- Essays presented to Sir Lewis Namier, Edited by Richard Pares and Alan J. P. Taylor (1956, 1971).
- Limited monarchy in Great Britain in the eighteenth century (1957, 1967)
- Merchants and planters, Economic History Review. Supplement 4. (1960)
- The historian's business, and other essays edited by R. A. and Elisabeth Humphreys; with an introd. by Lucy S. Sutherland. (1960).

## Publikacje w języku polskim
- "Wojna i handel w Indiach Zachodnich 1739-1763": Początki walki o Amerykę Hiszpańską, przeł. Jerzy Z. Kędzierski [w:] Współcześni historycy brytyjscy. Wybór z pism, oprac. i przedmową zaopatrzył Jerzy Z. Kędzierski, słowo wstępne G. P. Gooch, Londyn: B. Świderski 1963, s. 369-390.